# NGC 858-2
NGC 858-2 is een spiraalvormig sterrenstelsel in het sterrenbeeld Walvis. Het sterrenstelsel bevindt zich dicht bij NGC 858-1.

## Synoniemen
- ESO 478-14
- 2MASXJ02123376-2228092